# Ižma
La Ižma (in russo Ижма?) è un fiume della Russia europea settentrionale, affluente di sinistra della Pečora.
Ha origine a sud dei monti Timani, nella parte meridionale della Repubblica dei Komi; scorre per tutto il percorso con direzione nord/nord-ovest in un territorio prevalentemente piatto o scarsamente rilevato, con estese zone paludose e coperto dalla foresta boreale di conifere. Sfocia nella Pečora a 455 km dalla foce, presso il villaggio di Ust'-Ižma. Ha una lunghezza di 531 km; l'area del suo bacino è di 31 000 km². 
Il clima freddo causa lunghi periodi di congelamento delle acque, che vanno in media da metà novembre a metà maggio.
I maggiori affluenti sono la Uchta e la Kedva da sinistra, la Ajjuva e il Sėbys' da destra. Il maggiore centro urbano toccato dal fiume è Sosnogorsk, nell'alto corso; a breve distanza dalle sue sponde, lungo il fiume omonimo, sorge invece la città di Uchta.
La Ižma è navigabile a monte della foce fino alla località di Ust-Uchta (Sosnogorsk).